# Cradle to the Grave
Cradle to the Grave - singel amerykańskiej grupy hip-hopowej Thug Life, której liderem był Tupac Shakur. Utwór pochodzi z albumu Thug Life: Volume 1.

## Notowania
| Notowanie (1994)      | Najwyższa pozycja |
| --------------------- | ----------------- |
| Hot R&B/Hip-Hop Songs | 6                 |
| Billboard 200         | 42                |